# Întreprinderea Editorial-Poligrafică „Știința”
Editura Știința (denumirea oficială: Întreprinderea de Stat Editorial-Poligrafică „Știința”) este o editură din Republica Moldova.

## Istoric
A fost înființată în ianuarie 1959, în cadrul Academiei de Științe a Moldovei, în scopul valorificării editoriale și propagării cercetărilor științifice ale savanților din republică. A activat sub denumirea Editura Știința (1959–1963), Consiliul de redactare și editare al AȘM (1963 – 1971),  Editura Știința (1971–1991), iar din 1992 – Întreprinderea Editorial-Poligrafică Știința. Directorul actual este (din 1986) Gherghe Prini, doctor inginer. Redactor șef este scriitorul, criticul literar Mircea V. Ciobanu.

## Titluri, colecții, domenii
Domenii prioritare: carte științifică și de popularizare; enciclopedii, dicționare; ecologie, dezvoltare durabilă; sociologie, studii culturale; management; cultură; istorie; critică și istorie literară; literatură clasică și contemporană, traduceri; manuale și auxiliare didactice.
Colecții: ''Lumea vegetală și lumea animală a Moldovei''  , , ''Management ecologic'', ''Academica'', ''Personalități notorii'', ''Strategia schimbării'', Liantul social; ''DȘ – Dicționare școlare''; 
Colecții literare: ''Moștenire'' (valorificarea moștenirii clasicilor literaturii române, inclusiv a literaților basarabeni (B.P. Hasdeu , ,  Alexe Mateevici, Petre Ștefănucă, Dumitru C. Moruzi , Gheorghe V. Madan, Leon Donici , Ion Buzdugan); colecțiile de antologii Literatura din Basarabia în secolul XX' (pe genuri literare), , Antologia unui autor (textele de referință a poeților români contemporani: Șerban Foarță, Emil Brumaru; Mircea Ivănescu, Aureliu Busuioc, Vasile Romanciuc, Arcadie Suceveanu, Mircea Cărtărescu, Ioan Es. Pop), ''Câmpul de lectură''(antologii de texte pe teme, genuri și curente literare),''Opera aperta'' (critică literară). 

## Relații de colaborare
Colaborări de durată sau ocazionale cu: ARC, Cartier, Prut, Humanitas, RAO, Teora, Editura Academiei Române, Venus, Press Universitaires de France, Oxford University Press,Cambridge University Press, Thomson, Macmillan, Наука, Наукова Думка ș.a.

## Premii, recunoașterea internațională
Premiul Național (2013); Premiul Ministerului Culturii „C. Stere” în domeniul literaturii (2013); Premiul Academiei Române (2008), Premiul Academiei de Științe a Moldovei (2016), Medalia de Aur la Salonul Internațional „Invenții, tehnologii și noi produse” (Geneva, 2008; 2016) ș.a.